# Cacic crestat
El cacic crestat (Psarocolius decumanus) és una espècie d'ocell de la família dels ictèrids (Icteridae) que habita la selva humida de la zona Neotropical, des de Panamà per l'est dels Andes fins al Paraguai i nord de l'Argentina.